# Institut supérieur du commerce de Paris
Die Hochschule Institut Supérieur du Commerce oder ISC Paris School of Management ist eine private Business School in Paris, und eine der angesehensten französischen Grandes écoles. An der Hochschule wird ein Masterstudiengang in Management angeboten, sowie ein MBA Studiengang in Vollzeit oder Teilzeit, mit derzeit 16 verschiedenen Spezialisierungen bzw. Studienschwerpunkten. Die Abschlüsse sind staatlich anerkannt.

## Geschichte
Die Hochschule wurde 1962 von Paul Icard gegründet, Direktor des Institut de Psychologie Industrielle et Commerciale. 1969 wurde sie vom französischen Staat anerkannt. 1970 wurden die „Junior Entreprises“ gegründet, die als studentische Unternehmen Beratungsleistungen für externe Kunden erbringen. Ab 21. Mai 1980 wurden die am ISC erworbenen Abschlüsse vom französischen Staat vergeben. 2006 erhält die Schule ein neues Corporate Design und wird die ISC Paris School of Management. Seit März 2007 ist die Hochschule zudem Mitglied in der Conférence des Grandes Ecoles.

## Studiengänge
- Grandes écoles programme, Masterstudiengang
- MBA

## Studienschwerpunkte
- Strategie, Analyse, Entscheidungen, Marketing
- Audit, Consulting, Controlling
- Audit und Personalmanagement
- Consulting und Management von Informationstechnologie
- Finanzen und Accounting
- Internationales Management und Projektleitung
- Logistik, Beschaffung und internationale Lieferketten
- Operatives Management und nachhaltige Entwicklung
- Kommunikation und Marketing
- Marketing-Management in der Luxusgüterbranche
- Relationales Marketing und Informationstechnologie

## Alumni
Die Ehemaligenorganisation der Hochschule wurde 1962 gegründet und zählt heute mehr als 10.600 Absolventen.